# Luftperspektiv
Luftperspektiv er et udtryk, der beskriver en bestemt måde at male ved at skabe dybdevirkning i maleriet ved at efterligne den atmosfæriske effekt, hvorunder genstande langt væk fra beskueren forekommer blegere og mere blå. Denne effekt forekommer på grund af støv og fugtpartikler i atmosfæren, der spreder det passerende lys i forskellige grader – de korte bølgelængder, dvs. blåt lys spredes mest, hvorimod lange bølgelængder, altså rødt lys, spredes mindst. Dette er grunden til at himlen er blå, og at fjerne genstande tilsyneladende ligger bag et slør af blåt.
Betegnelsen luftperspektiv blev opfundet af Leonardo da Vinci, men den samme form for perspektiv blev benyttet af antikke romerske malere. På Leonardo da Vincis tid havde mange italienske værker med en unaturlig blå baggrund, og luftperspektivet er blevet brugt mere diskret af de nordeuropæiske malere, da atmosfæren her er mere diset.